# Stade de Shenyang
 (avril 2025).
Le stade de Shenyang (en chinois : 沈阳奥林匹克体育中心) est un stade de 60 000 places situé à Shenyang en Chine.
Il est désormais le stade de Shenyang Ginde.

## Histoire
Le Stade de Shenyang est dans le complexe sportif de Shenyang constitué d'un stade de 10000 places de gymnastique, un stade de 4000 places de natation et un stade de 4000 places de tennis.
Il a été construit en remplacement du Stade de Wulihe. Il a accueilli les matchs de football aux Jeux olympiques d'été de 2008.

## Galerie

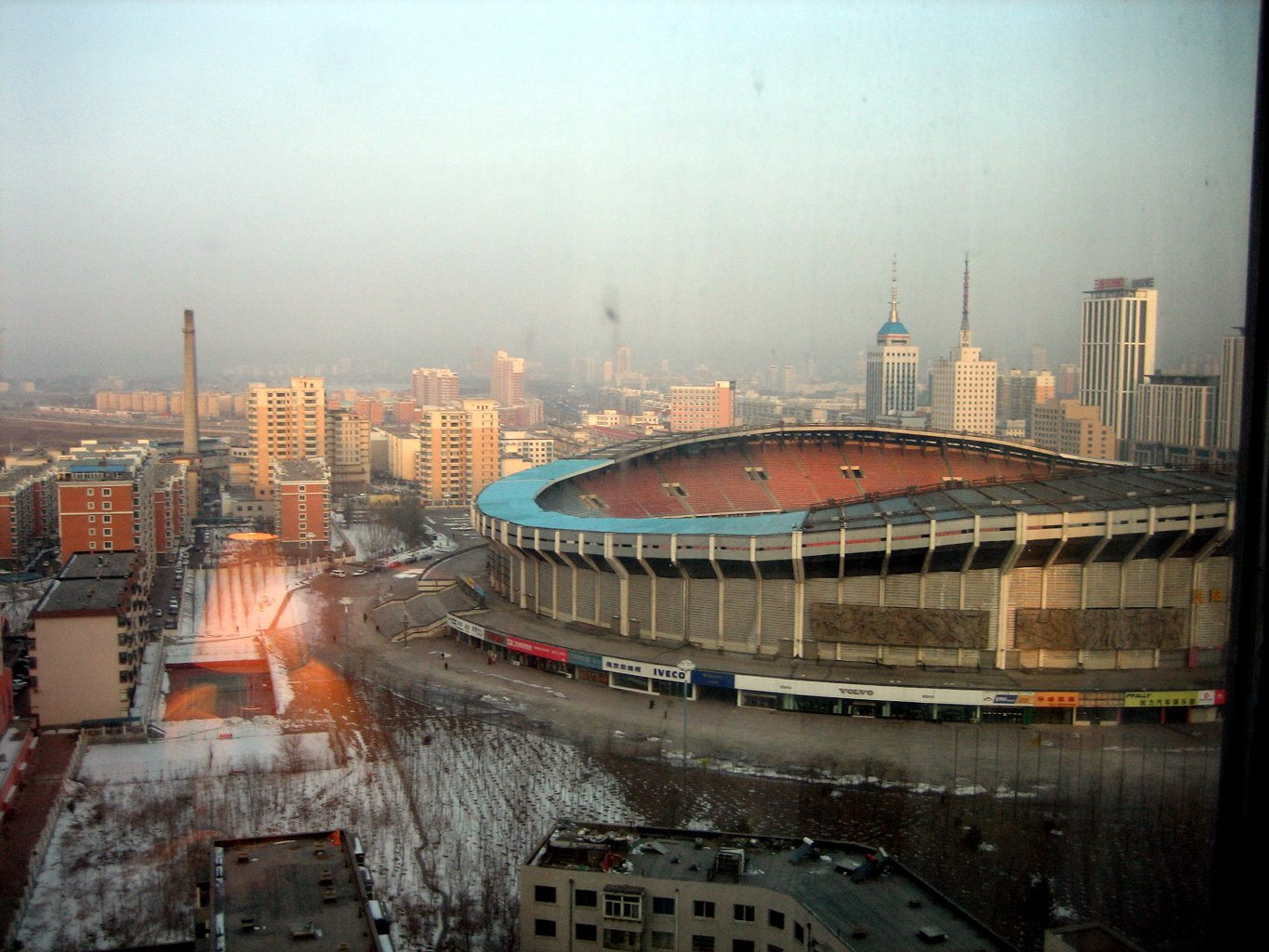
Vue de l’ancien stade en 2006